# Volker Brecht

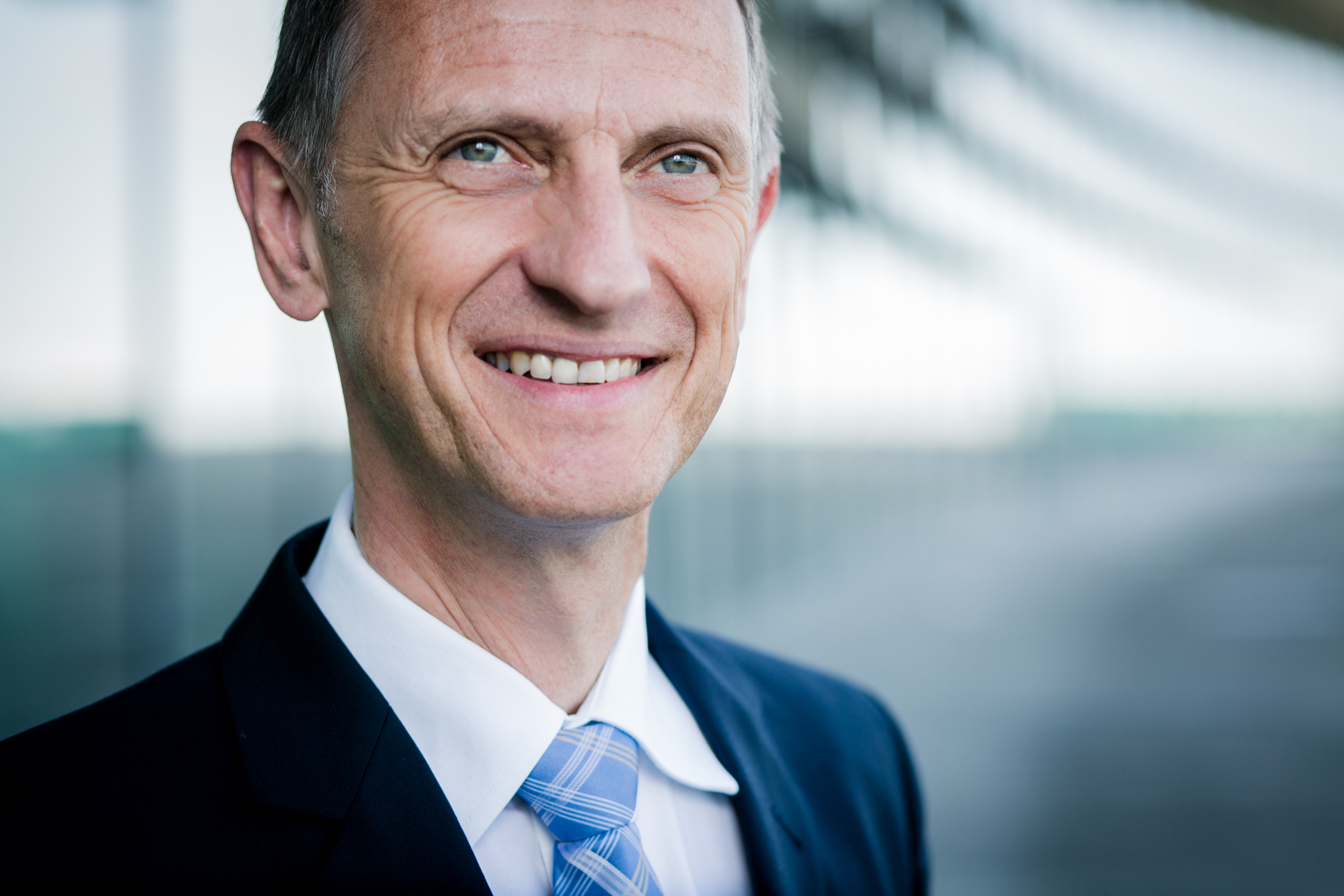

Volker Brecht (* 20. Februar 1965 in Michelfeld) ist ein deutscher evangelischer Theologe, Lebens- und Sozialberater, Dozent und Autor.

## Leben
Brecht absolvierte nach dem Abitur in Östringen von 1984 bis 1989 ein Theologiestudium am Theologischen Seminar der Liebenzeller Mission, dem sich von 1993 bis 1996 eine Ausbildung zum Sozialberater und eine Coachingausbildung am ARI-Institut anschloss und 2002 bei der BTS Fachgesellschaft für Psychologie und Seelsorge zum Seelsorgerlichen Lebensberater ergänzte. 1996 folgte Berufsbegleitend ein Magisterstudiengang beim deutschen Zweig der Columbia International University an der Akademie für Weltmission in Korntal. In seiner Magisterarbeit Zwischen Landeskirche und Freikirche: die Suche der Gemeinschaftsbewegung nach einem eigenen Gemeindeverständnis untersucht er zukunftsfähige Gemeindemodelle. Von 2001 bis 2004 schloss sich ein Promotionsstudium an der University of South Africa (UNISA) unter der Betreuung von Johannes Reimer an, wo er 2003 zum Master of Theology (M.Th.) graduierte und 2005 mit seiner Dissertation über Die missiologische Relevanz der Gemeindeberatung zum Doctor of Theology promoviert wurde.
Ab 1989 arbeitete er im Gemeindeaufbau der Süddeutschen Gemeinschaft in Biberach an der Riß. Von 1998 bis 2016 war er geschäftsführender Gemeinschaftspastor in Böblingen. Zudem arbeitet er seit 2004 als Gastdozent für Wirtschaftsethik an der Steinbeis-Hochschule Berlin und Stuttgart, am Theologischen Seminar Adelshofen, seit 2006 am Marburger Bibelseminar und im von ihm mitgegründeten Studienprogramm Gesellschaftstransformation.
Seit 1995 ist er als freiberuflicher Coach und Berater in der Einzel- und Paarberatung sowie im Bereich werteorientiertes Führungskräftecoaching und Unternehmensberatung von KMUs und als Referent tätig. Brecht ist Mitglied beim Deutschen Netzwerk Wirtschaftsethik (DNWE) und Autor etlicher Management Fachliteratur.
Seit 2016 ist er Geschäftsführer der 1996 gegründeten „Stiftung für Grundwerte und Völkerverständigung“ mit Sitz in Berlin.
Volker Brecht ist seit 1990 mit Birgit verheiratet. Das Paar hat drei Kinder und wohnt in Böblingen.

## Veröffentlichungen
- Zwischen Landeskirche und Freikirche. Die Suche der Gemeinschaftsbewegung nach einem eigenen Gemeindeverständnis, SCM R. Brockhaus, Wuppertal 2002, ISBN 978-3-417-29094-3.
- Die missiologische Relevanz der Gemeindeberatung (Zugl. Dissertation, Universität of South Africa, Pretoria 2005), Lit Verlag, Münster 2006, ISBN 978-3-8258-9400-9 (PDF).
- mit Martin Kimmich: Ethik und Konfliktmanagement, Steinbeis-Edition, Stuttgart 2009.
- mit Martin Kimmich: Ethics and Conflict Management. Introduction. Basic Principles. Exercises. Literature, Steinbeis-Edition, Stuttgart 2010.

als Mitherausgeber
- mit Tobias Faix und Johannes Reimer (Hrsg.): Die Welt verändern. Grundfragen einer Theologie der Transformation. (= Transformationsstudien. Band 2). Verlag der Francke-Buchhandlung, Marburg 2009, ISBN 978-3-86827-122-5.
- mit Tobias Müller, Stefan Bösner und Tobias Faix (Hrsg.): Tat. Ort. Glaube: 21 inspirierende Praxisbeispiele zwischen Gemeinde und Gesellschaft, Verlag der Francke-Buchhandlung, Marburg 2013, ISBN 978-3-86827-385-4.